# عملية تشيكوسي
عملية تشيكوسي (باليابانية: 菊 水 作 戦، تشيكوسي ساكسن) هي سلسلة من الهجمات الجوية الانتحارية التي شنتها قوات الإمبراطورية اليابانية خلال معركة أوكيناوا ضد أساطيل الحلفاء الموجودة في المياه حول أوكيناوا، كجزء من عملية تن-غو. اشتُقّ اسم العملية «تشيكوسي» من هاتا جيروشي (راية الحرب) الخاصة بالساموراي كوسونوكي ماساشيغي.

## خلفية تاريخية

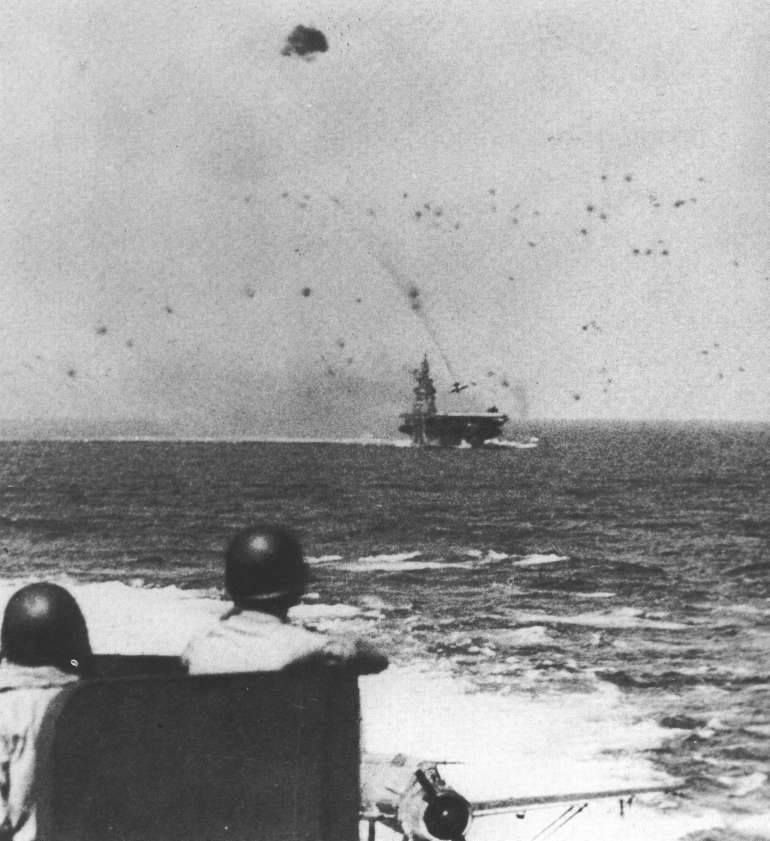
جزء من طاقم المدافع المضادة للطائرات في سفينة حربية نيو جيرسي (BB-62)، يراقبون طائرة انتحارية يابانية لضرب حاملة الطائرات إنتربيد (CV-11) في 25 نوفمبر 1944. (الأكاديمية البحرية الأمريكية)

بعد معركة بحر الفلبين، كانت البحرية الإمبراطورية اليابانية على وشك الهلاك ولم تعد في وضع يمكنها من مواجهة أسطول الحلفاء بقيادة الولايات المتحدة. ولكن بعد أن بدأت فرقة المهام 58 في شن غارات جوية على كيوشو في مارس 1945، أكد مسار أسطول الولايات المتحدة للجيش الياباني أن الحلفاء سيسيطرون على البحار حول اليابان وأن ما يسمى التكتيكات العادية لم يكن لها تأثير يذكر في مواجهة قوة نيران الحلفاء الساحقة. ومن أجل مواجهة الحلفاء، بدأت الآراء المتطرفة بخصوص استخدام الأسلحة تظهر في صفوف الجيش الياباني.
خلال معركة خليج ليتي، نجحت طائرة كاميكازي يابانية في إغراق حاملة الطائرات المرافقة يو إس إس سانت. لو. بالإضافة إلى ذلك، تسببت طائرات الكاميكازي في أضرار جسيمة لحاملتي طائرات تابعتين للبحرية الأمريكية خلال المعارك الجوية قبالة كيوشو. أقنعت هذه الحوادث القيادة الإمبراطورية العامة بفاعلية هجمات الكاميكازي وأنها كانت حلاً فعالاً لتغيير وضع الحرب المتدهور؛ نتيجة لذلك، خُططّ لهجمات كاميكازي واسعة ضد البحرية الأمريكية.
في 20 مارس 1945، أطلقت القيادة الإمبراطورية العامة عملية تن-غو للدفاع عن أوكيناوا ضد غزو الحلفاء الوشيك. ضمت المجموعات الجوية المعبأة فرقة الحاملات الخامسة، الأسطول الجوي المتنقل الأول البري (في كيوشو، بقيادة نائب الأدميرال أوجاكي ماتومي)، الأسطول الجوي الخامس البري (في فورموزا) والفرقة الجوية السادسة من الجيش الجوي الثامن التابع للجيش الإمبراطوري الياباني (في فورموزا، بقيادة اللواء ياماموتو كينجي). قامت هذه القوات بالاستعدادات لعملية تشيكوسي (التي كانت اسماً رمزياً للبحرية الإمبراطورية اليابانية؛ أشار الجيش الإمبراطوري الياباني إليها باسم «الهجوم الجوي الشامل») وقد تمركزت أكثر من 3,000 طائرة مقاتلة مختلفة في كيوشو.
في 1 أبريل 1945، أصدرت القيادة الإمبراطوري العامة أوامراً «بتحويل جميع الطائرات الحربية التابعة للجيش والبحرية إلى طائرات هجوم خاصة»؛ ومنذ ذلك الحين، اُستخدمت الغالبية العظمى من الطائرات الحربية اليابانية كطائرات كاميكازي. وفي نفس ذلك اليوم، بدأ الحلفاء عملية جبل الجليد. لعرقلة تقدم الحلفاء، صدرت أوامر بتنفيذ «عملية تشيكوسي الأولى» التابعة للبحرية الإمبراطورية اليابانية و«الهجوم الجوي الشامل الأول» للجيش الإمبراطوري الياباني صباح يوم 6 أبريل. في الوقت نفسه، شارك أسطول الكركديه، الذي يتكون من طائرات هجومية جديدة طراز (تينزان، جينجا، هيريو وسويسايس) تابعة للبحرية الإمبراطورية اليابانية في الهجمات الليلية ضد أسطول الحلفاء.